# 黃仁逵
黃仁逵（Wong Yan-Kwai，1955—），香港文化人， 1955年出生在香港，曾在1973至1979年於巴黎國立藝術高級學院學畫，回港後一直從事藝術創作，亦為樂隊 Mininoise 迷你噪音成員。黃曾為三十多部電影擔任美術指導，包括《女人四十》、《秋天的童話》、《酒徒》等。曾分別奪得香港電影金像獎最佳美術指導和最佳編劇。閒時創作散文，曾於《華僑日報》、《新報》等撰寫專欄。作品見於《明報周刊》、《香港文學》、《作家》等。著有散文集《放風》及《眼白白》等。《放風》獲第五屆中文文學獎雙年獎。

## 編劇作品
- 《笼民》 (1992)

## 藝術指導作品
- 《癲佬正傳》 (1986)
- 《義本無言》 (1987)
- 《秋天的童話》 (1987)
- 《七小福》 (1988)
- 《飛越黄昏》 (1989)
- 《籠民》 (1992)
- 《女人四十》 (1994)
- 《阿金》 (1996)
- 《江湖》 (2004)
- 《圍城》 (2008)
- 《酒徒》 (2010)

## 美術設計作品
- 《戀愛季節》 (1986)
- 《癡心的我》 (1986)
- 《美男子》 (1987)
- 《人民英雄》 (1987)
- 《欲焰濃情》 (1988)
- 《飛越黃昏》 (1989)
- 《一刀傾城》 (1993)
- 《半生緣》 (1997)
- 《江湖》 (2004)
- 《好奇害死貓》 (2006)
- 《無野之城》 (2008)

## 外部連結
- 黃仁逵在香港影庫上的簡介